# Brénod
Brénod – miejscowość i gmina we Francji, w regionie Owernia-Rodan-Alpy, w departamencie Ain.

## Demografia
Według danych na styczeń 2012 r. gminę zamieszkiwało 561 osób, a gęstość zaludnienia wynosiła 23,6 osób/km².

Populacja Brénod w latach 1962–2008